# Тимоново (Луганская область)
Тимоново (укр. Тимонове) — село в Троицком районе Луганской области Украины.

## История
Слобода являлась центром Тимоновской волости Старобельского уезда Харьковской губернии Российской империи.
В ходе Великой Отечественной войны в 1941—1943 гг. селение было оккупировано немецкими войсками.
Население по переписи 2001 года составляло 696 человек.

## Местный совет
92142, Луганська обл., Троїцький р-н, с. Тимонове, пров. Центральний, 6  (укр.)